# Delegațiile Congresului Statelor Unite ale Americii din partea statului Montana
Această pagină este o listă a delegațiilor congresionale din statul Montana pentru Senatul respectiv pentru Camera Reprezentanților, ambele camere ale parlamentului bicameral al Statelor Unite ale Americii, numit Congresul Statelor Unite ale Americii . 

Statul Montana a intrat în Uniune ca cel de-al 41-lea stat al său la 8 noiembrie 1889, fiind anterior organizat ca un teritoriu, una din multele entitățile pre-statale ale Statelor Unite ale Americii, Teritoriul Montana. Ca atare, participarea statului la sesiunile Congresului Statelor Unite s-a făcut începând cu cel de-al 37-lea (1863 – 1865, în cazul Camerei Reprezentanților), respectiv ce cel de-al 51-lea (1889 – 1891, în cazul Senatului) Congres al Uniunii.

## Senatul Statelor Unite–United States Senate
| Senatori Clasa 1         | Numărul Congress-ului (și anii lor de funcționare) | Senatori Clasa 2         |
| ------------------------ | -------------------------------------------------- | ------------------------ |
| Wilbur F. Sanders (R)    | Al 51-lea (1889 – 1891)                            | Thomas Charles Power (R) |
| Wilbur F. Sanders (R)    | Al 52-lea (1891 – 1893)                            | Thomas Charles Power (R) |
| Vacant 1                 | Al 53-lea (1893 – 1895)                            | Thomas Charles Power (R) |
| Lee Mantle1 (R)          | Al 53-lea (1893 – 1895)                            | Thomas Charles Power (R) |
| Al 54-lea (1895 – 1897)  | Thomas H. Carter (R)                               |                          |
| Al 55-lea (1897 – 1899)  | Thomas H. Carter (R)                               |                          |
| William A. Clark3, 4 (D) | Thomas H. Carter (R)                               | Al 56-lea (1899 – 1901)  |
| Paris Gibson5 (D)        | Al 57-lea (1901 – 1903)                            | William A. Clark (D)     |
| Paris Gibson5 (D)        | Al 58-lea (1903 – 1905)                            | William A. Clark (D)     |
| Thomas H. Carter (R)     | Al 59-lea (1905 – 1907)                            | William A. Clark (D)     |
| Thomas H. Carter (R)     | Al 60-lea (1907 – 1909)                            | Joseph M. Dixon (R)      |
| Thomas H. Carter (R)     | Al 61-lea (1909 – 1911)                            | Joseph M. Dixon (R)      |
| Henry L. Myers (D)       | Al 62-lea (1911 – 1913)                            | Joseph M. Dixon (R)      |
| Henry L. Myers (D)       | Al 63-lea (1913 – 1915)                            | Thomas J. Walsh6 (D)     |
| Henry L. Myers (D)       | Al 64-lea (1915 – 1917)                            | Thomas J. Walsh6 (D)     |
| Henry L. Myers (D)       | Al 65-lea (1917 – 1919)                            | Thomas J. Walsh6 (D)     |
| Henry L. Myers (D)       | Al 66-lea (1919 – 1921)                            | Thomas J. Walsh6 (D)     |
| Henry L. Myers (D)       | Al 67-lea (1921 – 1923)                            | Thomas J. Walsh6 (D)     |
| Burton K. Wheeler (D)    | Al 68-lea (1923 – 1925)                            | Thomas J. Walsh6 (D)     |
| Burton K. Wheeler (D)    | Al 69-lea (1925 – 1927)                            | Thomas J. Walsh6 (D)     |
| Burton K. Wheeler (D)    | Al 70-lea (1927 – 1929)                            | Thomas J. Walsh6 (D)     |
| Burton K. Wheeler (D)    | Al 71-lea (1929 – 1931)                            | Thomas J. Walsh6 (D)     |
| Burton K. Wheeler (D)    | Al 72-lea (1931 – 1933)                            | Thomas J. Walsh6 (D)     |
| Burton K. Wheeler (D)    | Al 73-lea (1933 – 1935)                            | John E. Erickson7 (D)    |
| Burton K. Wheeler (D)    | Al 73-lea (1933 – 1935)                            | James E. Murray (D)      |
| Burton K. Wheeler (D)    | Al 74-lea (1935 – 1937)                            |                          |
| Burton K. Wheeler (D)    | Al 75-lea (1937 – 1939)                            |                          |
| Burton K. Wheeler (D)    | Al 76-lea (1939 – 1941)                            |                          |
| Burton K. Wheeler (D)    | Al 77-lea (1941 – 1943)                            |                          |
| Burton K. Wheeler (D)    | Al 78-lea (1943 – 1945)                            |                          |
| Burton K. Wheeler (D)    | Al 79-lea (1945 – 1947)                            |                          |
| Zales N. Ecton (R)       | Al 80-lea (1947 – 1949)                            |                          |
| Zales N. Ecton (R)       | Al 81-lea (1949 – 1951)                            |                          |
| Zales N. Ecton (R)       | Al 82-lea (1951 – 1953)                            |                          |
| Michael J. Mansfield (D) | Al 83-lea (1953 – 1955)                            |                          |
| Michael J. Mansfield (D) | Al 84-lea (1955 – 1957)                            |                          |
| Michael J. Mansfield (D) | Al 85-lea (1957 – 1959)                            |                          |
| Michael J. Mansfield (D) | Al 86-lea (1959 – 1961)                            |                          |
| Michael J. Mansfield (D) | Al 87-lea (1961 – 1963)                            | Lee Metcalf6 (D)         |
| Michael J. Mansfield (D) | Al 88-lea (1963 – 1965)                            | Lee Metcalf6 (D)         |
| Michael J. Mansfield (D) | Al 89-lea (1965 – 1967)                            | Lee Metcalf6 (D)         |
| Michael J. Mansfield (D) | Al 90-lea (1967 – 1969)                            | Lee Metcalf6 (D)         |
| Michael J. Mansfield (D) | Al 91-lea (1969 – 1971)                            | Lee Metcalf6 (D)         |
| Michael J. Mansfield (D) | Al 92-lea (1971 – 1973)                            | Lee Metcalf6 (D)         |
| Michael J. Mansfield (D) | Al 93-lea (1973 – 1975)                            | Lee Metcalf6 (D)         |
| Michael J. Mansfield (D) | Al 94-lea (1975 – 1977)                            | Lee Metcalf6 (D)         |
| John Melcher (D)         | Al 95-lea (1977 – 1979)                            | Lee Metcalf6 (D)         |
| John Melcher (D)         | Al 95-lea (1977 – 1979)                            | Paul G. Hatfield 3 (D)   |
| John Melcher (D)         | Al 95-lea (1977 – 1979)                            | Max Baucus (D)           |
| John Melcher (D)         | Al 96-lea (1979 – 1981)                            |                          |
| John Melcher (D)         | Al 97-lea (1981 – 1983)                            |                          |
| John Melcher (D)         | Al 98-lea (1983 – 1985)                            |                          |
| John Melcher (D)         | Al 99-lea (1985 – 1987)                            |                          |
| John Melcher (D)         | Al 100-lea (1987 – 1989)                           |                          |
| Conrad Burns (R)         | Al 101-lea (1989 – 1991)                           |                          |
| Conrad Burns (R)         | Al 102-lea (1991 – 1993)                           |                          |
| Conrad Burns (R)         | Al 103-lea (1993 – 1995)                           |                          |
| Conrad Burns (R)         | Al 104-lea (1995 – 1997)                           |                          |
| Conrad Burns (R)         | Al 105-lea (1997 – 1999)                           |                          |
| Conrad Burns (R)         | Al 106-lea (1999 – 2001)                           |                          |
| Conrad Burns (R)         | Al 107-lea (2001 – 2003)                           |                          |
| Conrad Burns (R)         | Al 108-lea (2003 – 2005)                           |                          |
| Conrad Burns (R)         | Al 109-lea (2005 – 2007)                           |                          |
| Jon Tester (D)           | Al 110-lea (2007 – 2009)                           |                          |
| Al 111-lea (2009 – 2011) |                                                    |                          |
| Al 112-lea (2011 – 2013) |                                                    |                          |

## Camera Reprezentanților–United States House of Representatives

### Delegați dinMontana Territory
| Numărul Congress-ului (și anii de funcționare) | Delegat                |                     |
| ---------------------------------------------- | ---------------------- | ------------------- |
| Al 38-lea (1863 – 1865)                        | Samuel McLean          |                     |
| Al 39-lea (1865 – 1867)                        | Samuel McLean          |                     |
| Al 40-lea (1867 – 1869)                        | James M. Cavanaugh     |                     |
| Al 41st (1869 – 1871)                          | James M. Cavanaugh     |                     |
| Al 42-lea (1871 – 1873)                        | William Horace Clagett |                     |
| Al 43-lea (1873 – 1875)                        | Martin Maginnis        |                     |
| Al 44-lea (1875 – 1877)                        | Martin Maginnis        |                     |
| Al 45-lea (1877 – 1879)                        | Martin Maginnis        |                     |
| Al 46-lea (1879 – 1881)                        | Martin Maginnis        |                     |
| Al 47-lea (1881 – 1883)                        | Martin Maginnis        |                     |
| Al 48-lea (1883 – 1885)                        | Martin Maginnis        |                     |
| Al 49-lea (1885 – 1887)                        | Joseph Kemp Toole      |                     |
| Al 50-lea (1887 – 1889)                        | Joseph Kemp Toole      |                     |
| Al 51-lea (1889 – 1891)                        | Joseph Kemp Toole      | Thomas Henry Carter |

### Membri (cu drepturi depline) ai Camerei reprezentanților
| Congress              | At-large seats              | At-large seats            |
| Congress              | 1st seat                    | 2nd seat                  |
| --------------------- | --------------------------- | ------------------------- |
| 51st (1889–1891)      | Thomas H. Carter (R)        |                           |
| 52nd (1891–1893)      | William W. Dixon (R)        |                           |
| 53rd (1893–1895)      | Charles S. Hartman (R)      |                           |
| 54th (1895–1897)      | Charles S. Hartman (R)      |                           |
| 55th (1897–1899)      | Charles S. Hartman (R)      |                           |
| 56th (1899–1901)      | Albert J. Campbell (D)      |                           |
| 57th (1901–1903)      | Caldwell Edwards (Populist) |                           |
| 58th (1903–1905)      | Joseph M. Dixon (R)         |                           |
| 59th (1905–1907)      | Joseph M. Dixon (R)         |                           |
| 60th (1907–1909)      | Charles N. Pray (R)         |                           |
| 61st (1909–1911)      | Charles N. Pray (R)         |                           |
| 62nd (1911–1913)      | Charles N. Pray (R)         |                           |
| 63rd (1913–1915)      | John M. Evans (D)           | Tom Stout (D)             |
| 64th (1915–1917)      | John M. Evans (D)           | Tom Stout (D)             |
| 65th (1917–1919)      | John M. Evans (D)           | Jeannette Rankin (R)      |
|                       | District                    |                           |
| 1st                   | 2nd                         |                           |
| 66th (1919–1921)      | John M. Evans (D)           | Carl W. Riddick (R)       |
| 67th (1921–1923)      | Washington J. McCormick (R) | Carl W. Riddick (R)       |
| 68th (1923–1925)      | John M. Evans (D)           | Scott Leavitt (R)         |
| 69th (1925–1927)      | John M. Evans (D)           | Scott Leavitt (R)         |
| 70th (1927–1929)      | John M. Evans (D)           | Scott Leavitt (R)         |
| 71st (1929–1931)      | John M. Evans (D)           | Scott Leavitt (R)         |
| 72nd (1931–1933)      | John M. Evans (D)           | Scott Leavitt (R)         |
| 73rd (1933–1935)      | Joseph P. Monaghan (D)      | Roy E. Ayers (D)          |
| 74th (1935–1937)      | Joseph P. Monaghan (D)      | Roy E. Ayers (D)          |
| 75th (1937–1939)      | Jerry J. O'Connell (D)      | James F. O'Connor (D)     |
| 76th (1939–1941)      | Jacob Thorkelson (R)        | James F. O'Connor (D)     |
| 77th (1941–1943)      | Jeannette Rankin (R)        | James F. O'Connor (D)     |
| 78th (1943–1945)      | Mike Mansfield (D)          | James F. O'Connor (D)     |
| 79th (1945–1947)      | Mike Mansfield (D)          | James F. O'Connor (D)     |
| Wesley A. D'Ewart (R) | Mike Mansfield (D)          |                           |
| 80th (1947–1949)      | Mike Mansfield (D)          |                           |
| 81st (1949–1951)      | Mike Mansfield (D)          |                           |
| 82nd (1951–1953)      | Mike Mansfield (D)          |                           |
| 83rd (1953–1955)      | Lee Metcalf (D)             |                           |
| 84th (1955–1957)      | Lee Metcalf (D)             | Orvin B. Fjare (R)        |
| 85th (1957–1959)      | Lee Metcalf (D)             | LeRoy H. Anderson (D)     |
| 86th (1959–1961)      | Lee Metcalf (D)             | LeRoy H. Anderson (D)     |
| 87th (1961–1963)      | Arnold Olsen (D)            | James Franklin Battin (R) |
| 88th (1963–1965)      | Arnold Olsen (D)            | James Franklin Battin (R) |
| 89th (1965–1967)      | Arnold Olsen (D)            | James Franklin Battin (R) |
| 90th (1967–1969)      | Arnold Olsen (D)            | James Franklin Battin (R) |
| 91st (1969–1971)      | Arnold Olsen (D)            | James Franklin Battin (R) |
| John Melcher (D)      | Arnold Olsen (D)            |                           |
| 92nd (1971–1973)      | Richard G. Shoup (R)        |                           |
| 93rd (1973–1975)      | Richard G. Shoup (R)        |                           |
| 94th (1975–1977)      | Max Baucus (D)              |                           |
| 95th (1977–1979)      | Max Baucus (D)              | Ron Marlenee (R)          |
| 96th (1979–1981)      | Pat Williams (D)            | Ron Marlenee (R)          |
| 97th (1981–1983)      | Pat Williams (D)            | Ron Marlenee (R)          |
| 98th (1983–1985)      | Pat Williams (D)            | Ron Marlenee (R)          |
| 99th (1985–1987)      | Pat Williams (D)            | Ron Marlenee (R)          |
| 100th (1987–1989)     | Pat Williams (D)            | Ron Marlenee (R)          |
| 101st (1989–1991)     | Pat Williams (D)            | Ron Marlenee (R)          |
| 102nd (1991–1993)     | Pat Williams (D)            | Ron Marlenee (R)          |
| 103rd (1993–1995)     | Pat Williams (D)            |                           |
| 104th (1995–1997)     | Pat Williams (D)            |                           |
| 105th (1997–1999)     | Rick Hill (R)               |                           |
| 106th (1999–2001)     | Rick Hill (R)               |                           |
| 107th (2001–2003)     | Dennis Rehberg (R)          |                           |
| 108th (2003–2005)     | Dennis Rehberg (R)          |                           |
| 109th (2005–2007)     | Dennis Rehberg (R)          |                           |
| 110th (2007–2009)     | Dennis Rehberg (R)          |                           |

## Legendă
| American (Know-Nothing) (K-N)                                 |
| Anti-Administration (Anti-Admin)                              |
| Adams (A)/ Anti-Jacksonian (Anti-J)/ National Republican (NR) |
| Anti-Masonic (Anti-M)                                         |
| Democratic (D)                                                |

| Democratic-Republican (D-R) |
| Farmer-Labor (FL)           |
| Federalist (F)              |
| Free Soil (FS)              |
| Free Silver (FSv)           |
| Greenback (GB)              |
| Jacksonian (J)              |

| Non-Partisan League (NPL)      |
| Nullifier (N)                  |
| Opposition (O)                 |
| Populist (Pop)                 |
| Pro-Administration (Pro-Admin) |
| Progressive (Prog)             |
| Prohibition (Proh.)            |

| Readjuster (Rea)                                          |
| Republican (R)                                            |
| Socialist (Soc)                                           |
| Unionist (U)                                              |
| Whig (W)                                                  |
| Independent / Neafiliat ori schimbat în timpul termenului |

Format:CurrentCongDeleg